# Дворец культуры имени Ленина (Грозный)
Дворец культуры имени Ленина был построен в Заводском районе Грозного в 1931 году, близ стадиона имени Орджоникидзе. Дворец стал постоянным местом проведения важных официальных мероприятий республиканского масштаба и организации досуга трудящихся города.

## История
Здание, строительство которого было завершено в начале 1931 года, было самым большим подобного рода на Северном Кавказе и имело необычную форму. В нём было большое фойе, несколько залов, работали различные кружки. В 1967 году перед зданием был установлен памятник Ленину. На фасаде восточного крыла здания было большое панно с музами искусств, на фасаде западного — герб СССР и надпись: «Эту дружбу на все времена завещал нам великий Ленин».
31 марта 1931 года объединение «Грознефть» за выполнение плана первой пятилетки за два с половиной года было награждено орденом Ленина. На следующий день во Дворце культуры прошли праздничные мероприятия, посвящённые этому событию. На этой церемонии ордена также были вручены 35 работникам объединения.
В 1934 году Чеченская и Ингушская автономные области были объединены в Чечено-Ингушскую автономную область. 14-15 января во Дворце культуры прошёл I Чрезвычайный объединительный съезд, на котором было объявлено об объединении областей.
После начала Великой Отечественной войны во Дворце был оборудован самый большой в городе военный госпиталь, который юридически состоял из трёх под номерами 1625, 1807 и 3216. В каждом из госпиталей число раненных доходило до 1800 человек. В этом же здании для солдат организовывались концерты, в которых участвовали известные советские артисты Ольга Книппер-Чехова, Михаил Тарханов, Вера Пашенная и другие.
13 октября 1965 года за успехи в выполнение планов седьмой пятилетки Чечено-Ингушская АССР была награждена орденом Ленина. 25 декабря того же года во Дворце культуры эта награда была вручена секретарём ЦК КПСС Петром Демичевым.
Здание было разрушено в 1995 году в ходе боёв Первой чеченской войны.